# Rockos moderna liv
Rockos moderna liv (engelska: Rocko's Modern Life) är en amerikansk-koreansk animerad tv-serie skapad av Joe Murray. Serien sändes under fyra säsonger mellan 1993 och 1996 på Nickelodeon, och repriserades under 2000. När serien avslutades började flera av medarbetarna arbeta med serien Svampbob fyrkant. 
Utöver den dubbade versionen som visats på Nickelodeon har SVT1 visat originaldubbningen på engelska med svensk text runt millennieskiftet. I augusti 2019 hade Netflix premiär med uppföljarfilmen 'Fasta rutiner' som utspelar sig 20 år efter originalseriens slut.

## Handling
Rockos moderna liv handlar om den australiska wallabyn Rocko som bor i staden O-Town och jobbar i en seriebutik. Utöver Rocko förekommer flera av hans vänner såsom nötkreaturet Heffer, sköldpaddan Filburt, grannparet Mr och Mrs Bighead samt Rockos pitbull Spunky.

## Bakgrund
Joe Murray skapade ursprungligen huvudkaraktären Rocko för en serietidning i slutet av 1980. Serietidningen publicerades dock aldrig. När Nickelodeon letade efter vassa karikatyrtecknare för sin nystartade kanal Nicktoons kontaktade de Murray som motvilligt lät dem använda Rocko. Ledningen på Nickelodeon ratade dock serien till en början och Murray började istället arbeta med en independent-film; inspelningarna hann dock inte starta eftersom Nickelodeon ändrade sig och ville ha ett pilotavsnitt.
Murray använde sig av flera nya skådespelare, däribland Tom Kenny och Carlos Alazraqui. 

## Svenska röster
- Rocko - Dick Eriksson
- Heffer - Johan Hedenberg
- Filburt - Dan Malmer
- Mr Bighead - Gunnar Ernblad
- Mrs Bighead - Johan Hedenberg
- Övriga röster - Annica Smedius, Andreas Nilsson